# Pravi pravcati frajeri
Pravi pravcati frajeri (Tomcats) je američka komedija iz 2001. godine. Redatelj filma bio je Gregory Poirier.

## Radnja
Michael (Jerry O'Connell) je dužan pedeset tisuća dolara kasinu. Ipak, nije previše zabrinut jer ga čeka novac od oklade koju je sklopio prije sedam godina s najboljim prijateljima: onaj koji se posljednji oženi, dobit će novac iz njihovog zajedničkog fonda! Na putu do otplate, Michaela ipak čeka veliko iskušenje, i to u obliku prijatelja i zakletog neženje Kylea (Jake Busey) te privlačne policajke Natalie (Shannon Elizabeth), bivše Kyleove djevojke. Michael sklapa dogovor s Natalie, koja mora privesti Kylea u bračnu zajednicu, no problemi se javljaju kada urotnički par počne razvijati uzajamne nježne osjećaje...

## Uloge
- Jerry O'Connell - Michael Delaney
- Shannon Elizabeth - policajka Natalie Parker
- Jake Busey - Kyle Brenner
- Horatio Sanz - Steve
- Jaime Pressly - Tricia
- Bernie Casey - Officer Hurley
- David Ogden Stiers - Dr. Crawford
- Candice Michelle - striptizeta
- Heather Stephens - knjižničarka Jill
- Julia Schultz - Shelby